# 中川晴樹
中川晴樹（日语：／ Nakagawa Haruki，1977年7月3日—）是日本愛知縣出身的男演員、電影導演、廣播節目主持人。劇團歐洲企劃團員。身高165公分。吸菸者。

## 生平
1977年出生于日本愛知縣，毕业于立命館大學，2000年參與歐洲企劃演出。現居於東京都中野區。

## 人物
- 愛好聽廣播、看電影、看偶像演唱會，擅长游泳、演奏樂器、連續嗝氣。不愛球類運動
- 走路速度非常快。
- 有懼高症，人字梯都不能爬上。
- 有金屬過敏。

## 經歷
就讀大學時參與《劇団そぉHATS》，該劇團解散後，客串演出《劇團立命藝術劇場》。
曾與大學同學組成龐克樂團《劇團與黨》(已解散)。

## 演出

### 舞台劇
- チコちゃんに𠮟られる！on STAGE〜そのとき歴史はチコっと動いた！〜 （2022年3月）- 飾 織田信長

### 電影
- Summer Time Machine Blues（2005年）
- 彎曲吧！湯匙（2009年）- 飾 筧
- 落KEY人生（2012年）
- 大叔之愛電影版（2019年）
- 超越無限兩分鐘（2020年）- 飾 成田

### 電視劇
- 抓狂一族（2020年）
- 極道主夫（2022年）
- 魔法翻新（2022年）

### 電視綜藝節目
- ヨーロッパ企画の暗い旅（2011年－至今）

### 廣播節目
- ヨーロッパ企画の数撃っていこう2023 （2023年1月3日）

### 網路劇
- 今際之國的闖關者 第二季（2022年，Netflix）

### 網路廣告
- YouTube上的広島マツダWebムービー「引継ぎ」編 (2020年、広島馬自達) - 馬自達2 役

### 獎項
| 年份   | 大賞名稱                                         | 獎項 | 作品       | 参考 |
| ------ | ------------------------------------------------ | ---- | ---------- | ---- |
| 2015年 | 第10回那須国際短編映画祭那須「那須アワード2015」 | 冠軍 | 恋する極道 |      |

## 外部連結
- 劇團官網 （页面存档备份，存于）
- 中川晴樹的X（前Twitter）
- 中川晴樹的Instagram帳戶